# Possession - Una storia romantica
Possession - Una storia romantica (Possession) è un film del 2002 diretto da Neil LaBute. Il film è tratto dall'omonimo romanzo di Antonia Susan Byatt del 1990.

## Trama
Roland Michell è uno studioso statunitense del poeta inglese Randolph Henry Ash, proclamato poeta ufficiale della corte dalla regina Vittoria. Scopre delle misteriose lettere d'amore del poeta che, apparentemente indirizzate alla moglie Ellen, ritiene invece destinate alla poetessa Christabel LaMotte. Tra i due letterati non risulta alcuna relazione, data anche la nota omosessualità della poetessa.
Michell contatta la ricercatrice inglese Maud Bailey, che si è dedicata allo studio della vita e dell'opera di Christabel LaMotte, di cui è discendente. Con il suo aiuto Michell ricostruisce l'innamoramento e la passione dei due poeti, rinvenendo parte del loro carteggio e altri documenti finora ignoti, ma anche la sofferenza che arrecò alla moglie di Ash e alla compagna di LaMotte, Blanche Glover, che scelse il suicidio.
Il loro viaggio nella storia di amore di Ash e LaMotte è galeotto: tra i due studiosi nasce un'attrazione, che entrambi temono ma che non vogliono realmente soffocare. I due sono ostacolati dal prof. Fergus Wolfe, che tenta in tutti i modi di appropriarsi della loro scoperta, anche a costo di violare la tomba di Ash, nella quale è celata una preziosa scatola.
Apertala, Michell e Bailey vi trovano una ciocca di capelli e un'ultima lettera di LaMotte per un Ash ormai in punto di morte: scoprono così che la gravidanza della poetessa e il suo senso di colpa per il suicidio di Blanche avevano posto fine alla loro relazione, ma anche che Bailey è discendente di entrambi.